# Production sur stock
 (juillet 2018).
Si vous disposez d'ouvrages ou d'articles de référence ou si vous connaissez des sites web de qualité traitant du thème abordé ici, merci de compléter l'article en donnant les références utiles à sa vérifiabilité et en les liant à la section « Notes et références ».
En anglais Make To Stock (MTS), la production sur stock est un modèle économique où la production est pilotée par les historiques de la demande et les prévisions de vente.
Cette approche logistique est considérée bonne pour des volumes élevés et quand la demande est saisonnière ou facile à prévoir,.